# Герб Оренбурга
Герб Оренбурга — один из двух официальных символов административного центра Оренбургской области — города Оренбурга.
Ведёт своё начало с 1782 года, современный герб утверждён 10 мая 2012 года, и внесён в Государственный геральдический регистр Российской Федерации под регистрационным номером 7724.
Исторические гербы Оренбурга 1782 и 1998 годов являются памятниками истории и культуры муниципального образования города.

## Описание и символика
Официальное описание:
В золотом поле лазоревый волнистый пояс, из-за которого выходит чёрный двуглавый орел с золотыми клювами и червлёными языками, коронованный императорскими коронами и сопровождаемый вверху такой же короной большего размера (без лент); все сопровождено внизу лазоревым отвлеченным андреевским крестом.

## История

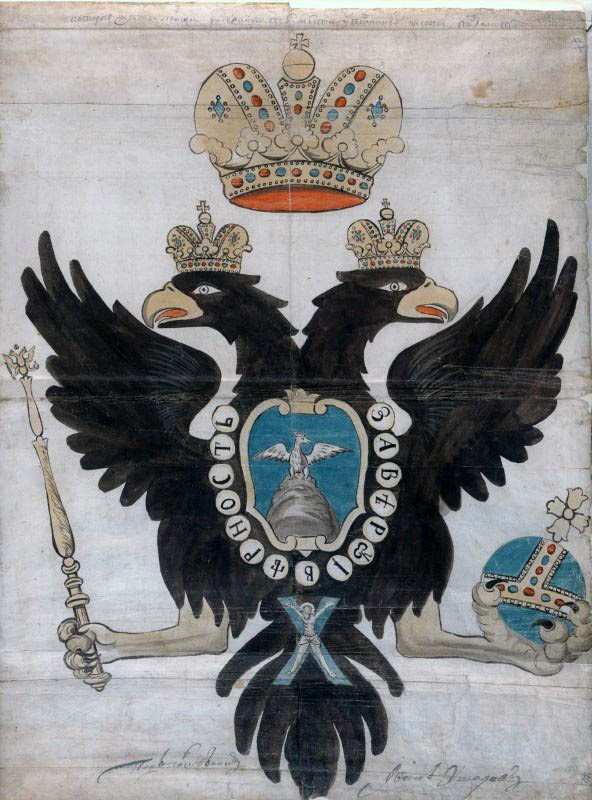
Герб Оренбургский (1764)

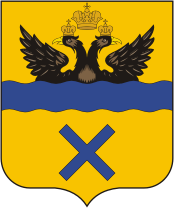
Герб Оренбурга 1782 года

Первый герб Оренбурга, проект которого составил руководитель Оренбургской экспедиции Иван Кириллович Кирилов, утверждённый 30 декабря (9 января) 1737 года уже при Василии Никитиче Татищеве, также одновременно являлся гербом Оренбургской провинции и Оренбургской губернии:
Счит простой, поле черное, в нем столп серебреной под короною золотою императорскою в знак непоколебимой власти российской; при том лошадь дикая, которых тут множество, по природе желтая, с тремя головами в знак трех орд, от единой произшедших; оная привязана к низу столпа.
7 июня 1776 года пожалован магистратский герб городу Оренбургу.
6 июня (или 8 июня) 1782 года утверждён новый герб Оренбурга Уфимского наместничества, центра Оренбургской области, проекта Михаила Михайловича Щербатова: щит с золотым фоном, разделённый извилистой полосой голубого цвета — символ реки Урал; в верхней части щита — двуглавый орёл Российской империи, увенчанный тремя золотыми коронами, в нижней — Андреевский крест голубого цвета — знак верности города государству.
Золотое полѣ, разрѣзанное на полы, голубою извитою полосою, показующею протекающую тут рѣку Уралъ; въ верхней части щита выходящiй двоеглавый Императорскiй орелъ, въ нижней части голубой Андреевскiй крестъ въ знакъ вѣрности сего города.Описание герба 1782 года.
В 1796 году Уфимское наместничество переименовано в Оренбургскую губернию; центр был переведен из Уфы в Оренбург.

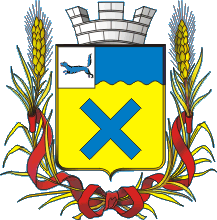
Проект герба Оренбурга 1864 года

В 1864 году, в ходе геральдической реформы, Бернгардом Васильевичем Кёне подготовлен новый проект герба Оренбурга. 
"В золотом щите лазурный висящий Андреевский крест, глава щита волнообразная". Щит венчала серебряная стенчатая корона, вокруг щита располагались колосья, соединенные Александровской лентой.Описание герба 1864 года.

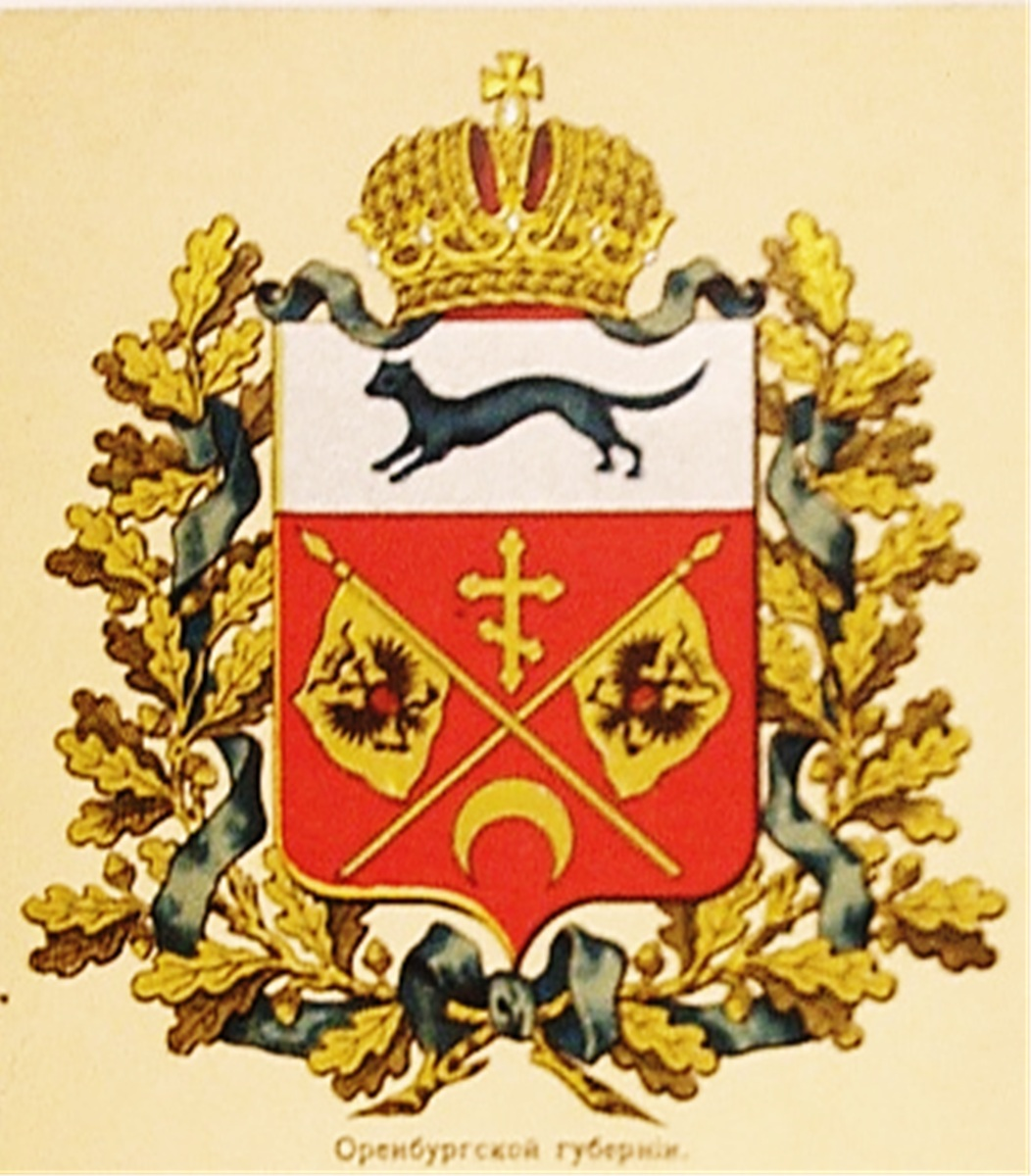
Герб Оренбургской губернии 1867 года

12 октября 1867 года утверждён новый герб Оренбургской губернии: щит, увенчанный короной, обрамлён дубовыми листьями и Андреевской лентой; в верхней части щита изображена голубая куница на серебряном фоне, в нижней — два скрещённых золотых знамени, украшенных двуглавым орлом образца 1856 года, на красном фоне.
В червленом щите, два, накрест положенных золотых знамени, украшенных Императорским Российским орлом, сопровождаемых сверху золотым же Греко-российским крестом, а снизу золотым же опрокинутым полумесяцем. В серебряной главе щита лазуревая куница. Щит увенчан Императорскою короною и окружен золотыми дубовыми листьями, соединенными Андреевскою лентою.Описание герба 1867 года.
В начале 1990-х годов в Оренбурге появился неофициальный «переходный» герб, приуроченный к празднованию 250-летия города в 1993 году: он повторял композицию старого советского герба, где вместо красного знамени в верхней половине щита изображали российский триколор с надписью «250 лет».

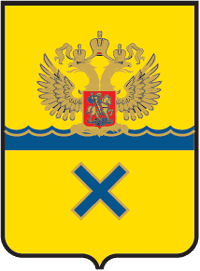
Герб Оренбурга 1998 года

Новый герб, разработанный художником И. К. Кузнецовым, утверждён Постановлением № 50 Оренбургского городского совета от 26 марта 1998 года, за основу которого принят старый герб города. Согласно положению:
состоит из двух полей золотого цвета, разделенных сине-голубой волнистой полосой, символизирующей реку Урал, как границу между Европой и Азией.
На верхнем большом поле находится изображение двухглавого орла, выходящего из вод реки Урал. Над орлом - три исторические короны Петра Великого (над головами орлов две малые и в центре вверху - одна большая).
На груди орла расположен красный щит с изображением Георгия Победоносца на коне, поражающего копьем дракона.
На нижнем поле герба города в центре расположен диагонально синий крест Андрея Первозванного, пожалованный городу Оренбургу за верность государству.Положение о гербе города Оренбург от 26.03.1998 года.